# Zelym Kotsoiev
Zelym Kotsoiev (9 de agosto de 1998) é um judoca azerbaijano. Foi medalhista de ouro nos Jogos Olímpicos de Verão de 2024 em Paris.
Ele ganhou a medalha de ouro no evento masculino de 100 kg na Universíade de Verão de 2017 realizada em Taipei, Taiwan.
Em 2020, ele ganhou uma das medalhas de bronze no evento masculino de 100 kg no Campeonato Europeu de Judô realizado em Praga, República Tcheca.
Em 2021, ele ganhou a medalha de prata em seu evento no Judo World Masters realizado em Doha, Catar. Alguns meses depois, ele ganhou a medalha de ouro em seu evento no Judo Grand Slam Antalya 2021, realizado em Antalya, Turquia.
Ele ganhou uma das medalhas de bronze em seu evento no Judo Grand Slam Tel Aviv 2022, realizado em Tel Aviv, Israel.